# Raisabad
Raisabad (em persa: رييس اباد, também romanizada como Ra’īsābād) é uma aldeia do distrito rural de Tirjerd, no condado de Abarkuh, na província de Yazd, Irã.
Segundo o censo de 2006, sua população era de 481 habitantes, em 123 famílias.